# Eirene ceylonensis
Eirene ceylonensis är en nässeldjursart som beskrevs av Browne 1905. Eirene ceylonensis ingår i släktet Eirene och familjen Eirenidae.
Artens utbredningsområde är Indiska oceanen. Inga underarter finns listade i Catalogue of Life.